# Parsonsia heterocapsa
Parsonsia heterocapsa là một loài thực vật có hoa trong họ La bố ma. Loài này được Allan mô tả khoa học đầu tiên năm 1926.